# Cantone di Vezzani
Il Cantone di Vezzani era una divisione amministrativa dell'arrondissement di Corte.
A seguito della riforma approvata con decreto del 26 febbraio 2014, che ha avuto attuazione dopo le elezioni dipartimentali del 2015, è stato soppresso.
I 7 comuni facenti parte prima della riforma del 2014 erano:
- Aghione
- Antisanti
- Casevecchie
- Noceta
- Pietroso
- Rospigliani
- Vezzani